# Zarubînți, Pidvolociîsk
Zarubînți (în ucraineană Зарубинці) este o comună în raionul Pidvolociîsk, regiunea Ternopil, Ucraina, formată numai din satul de reședință.

## Demografie
Componența lingvistică a comunei Zarubînți
     Ucraineană (98,65%)
     Alte limbi (1,35%)
Conform recensământului din 2001, majoritatea populației comunei Zarubînți era vorbitoare de ucraineană (98,65%), existând în minoritate și vorbitori de alte limbi.